# Monument du général Abatucci
Le monument du général Abatucci est un monument historique situé à Huningue, dans le département français du Haut-Rhin.

## Localisation
Ce bâtiment est situé à Huningue.

## Historique
L'édifice fait l'objet d'une inscription au titre des monuments historiques depuis 1938.